# 潘桂妹
潘桂妹（1960年—），湖南永州人，汉族，中华人民共和国政治人物、第十二届全国人民代表大会湖南地区代表。
毕业于北弗吉尼亚大学工商管理专业，現任中石化湖南石油分公司總經理。加入中国共产党。2013年，担任全国人大代表。